# 건 (영화)
《건》(영어: Heaven)은 2000년에 제작한 영화이다.

## 줄거리
한국전쟁이 끝나갈 무렵 전쟁놀이를 하던 한 소년은 죽어가는 빨치산을 만나게 된다.

## 캐스팅
- 서현석 : 소년 역
- 최대식 : 아버지 역